# Джордж Гант (веслувальник)
Джордж Гант (англ. George Hunt, 1 серпня 1916 — 3 вересня 1999) — американський академічний веслувальник.
Олімпійський чемпіон 1936 року в складі вісімки.